# 中丘郡
中丘郡，中國西晉時設置的郡。隋代時，因避隋文帝楊堅之父楊忠之名，改名內丘郡。
晉惠帝元康年間（291-299）分趙國2縣置中丘國，並徙封太原王司馬弘為中丘王，領中丘、柏人2縣。

## 注解
1. ↑  《元和郡縣圖志》、《太平寰宇記》及胡阿祥等編《中國行政區劃通史·三國兩晉南朝卷》考証中丘郡領縣僅得中丘1縣。據其地理，東北方的柏人縣當為中丘郡管轄。
2. ↑   註: